# Луцій Емілій Мамерцін (консул 366 року до н. е.)
Лу́цій Емі́лій Мамерці́н (лат. Lucius Aemilius Mamercinus, ? — після 363 до н. е.) — політичний та військовий діяч часів Римської республіки, консул 366 і 363 років до н. е., військовий трибун з консульською владою (консулярний трибун) 387 року до н. е.

## Життєпис
Походив з патриціанського роду Еміліїв. Син Луція Емілія Мамерціна, військового трибуна з консульською владою 391, 389, 387, 383, 382 років до н. е. 
У 387 році до н. е. був обраний військовим трибуном з консульською владою разом з Сервієм Сульпіцієм Претекстатом, Публієм Валерієм Потітом Публіколою, Гаєм Ветурієм Крассом Цикуріном, Луцієм Квінкцієм Цинціннатом, Гаєм Квінкцієм Цинціннатом. Мамерціну разом з Валерієм Потітом було доручено воювати проти вольсків і латинян, що атакували Римську республіку. Спочатку було завдано поразки вольскам в Анції, після цього захоплено місто Сатрікум. Біля Тускула римляни були атаковані латинянами, але вчасна допомога на чолі із Луцієм Квінкцієм Цинціннатом та Сервієм Сульпіцієм Претекстатом дозволила римлянам здобути перемогу.
У 368 році до н. е. диктатор Марк Фурій Камілл призначив Мамерціна своїм заступником — начальником кінноти. На чолі війська рушив проти міста Пренесте, в той час як Камілл вступив у протистояння з плебеями. Втім під тиском народних трибунів невдовзі після обрання Камілл та Мамерцін вимушені були скласти свої повноваження.
У 366 році до н. е. його було обрано консулом разом з Луцієм Секстієм Латераном. Під час каденції активно захищав інтереси патриціїв на противагу діям свого колеги Латерана, союзника плебеїв.
У 363 році до н. е. його вдруге було обрано консулом разом з Гнеєм Генуцієм Авентінсом. Під час цієї каденції разом з колегою намагався боротися з моровицею, що тоді вирувала у Римі, проте марно. Тоді за рішенням римського сенату було призначено диктатора Луція Манлія Капітоліна Імперіоса. 
Подальша доля Луція Емілія Мамерціна невідома.

## Родина
- Луцій Емілій Мамерцін, начальник кінноти 352 року до н. е.